# CEACAM4
CEACAM4 (англ. Carcinoembryonic antigen related cell adhesion molecule 4) – білок, який кодується однойменним геном, розташованим у людей на довгому плечі 19-ї хромосоми. Довжина поліпептидного ланцюга білка становить 244 амінокислот, а молекулярна маса — 25 909.
| 10         |  | 20         |  | 30         |  | 40         |  | 50         |
| ---------- |  | ---------- |  | ---------- |  | ---------- |  | ---------- |
| MGPPSAAPRG |  | GHRPWQGLLI |  | TASLLTFWHP |  | PTTVQFTIEA |  | LPSSAAEGKD |
| VLLLACNISE |  | TIQAYYWHKG |  | KTAEGSPLIA |  | GYITDIQANI |  | PGAAYSGRET |
| VYPNGSLLFQ |  | NITLEDAGSY |  | TLRTINASYD |  | SDQATGQLHV |  | HQNNVPGLPV |
| GAVAGIVTGV |  | LVGVALVAAL |  | VCFLLLSRTG |  | RASIQRDLRE |  | QPPPASTPGH |
| GPSHRSTFSA |  | PLPSPRTATP |  | IYEELLYSDA |  | NIYCQIDHKA |  | DVVS       |

A: Аланін

C: Цистеїн

D: Аспарагінова кислота

E: Глутамінова кислота

F: Фенілаланін

G: Гліцин

H: Гістидин

I: Ізолейцин

K: Лізин

L: Лейцин

M: Метіонін

N: Аспарагін

P: Пролін

Q: Глутамін

R: Аргінін

S: Серин

T: Треонін

V: Валін

W: Триптофан

Локалізований у мембрані.